# Cápsula fibrosa
La cápsula fibrosa es una capa  de tejido conectivo fibroso que se encuentra en las placas ateroescleróticas, la cual es más gruesa y menos celular que la túnica intima normal. La cápsula fibrosa contiene macrófagos y células de músculo liso. La cápsula fibrosa de un ateroma está compuesta de paquetes de células musculares, macrófagos, células espumosas, linfocitos, colágeno y elastina.
La cápsula fibrosa es propenso a romperse y ulcerarse, pudiendo dar lugar a trombosis. En lesiones avanzadas pueden surgir complicaciones adicionales como la calcificación de la cápsula fibrosa.